# Aškalové
Aškalové (také Aškalije, Haškalije, Hashkali) a balkánští Egypťané (Jevgs, Egjiptjant nebo Gjupci) jsou albánsky hovořící etnické skupiny (uznané komunity), které obývají hlavně Kosovo. Někdy jsou považováni za poalbánštěné Cikány, ale sami se tak neidentifikují, protože s Cikány nesdílejí stejný jazyk ani tradice - ty odkazují spíše k Albáncům. Před válkou v Kosovu v roce 1999 se Aškalové přihlásili k Albáncům. Nyní jsou rozděleni na dvě různé skupiny, i když sdílejí kulturu, tradice i jazyk (albánské).
Během války v Kosovu se ocitli jako uprchlíci v Albánii, Srbsku, Makedonii a západní Evropě, jako například v Německu a ve Francii. Podle některých názorů byla identita "Aškalů" vytvořena v roce 1999 jako snaha poukázat na proalbánské postoje a odlišení od Romů (Cikánů).